# Ritoók Pál
Ritoók Pál (Budapest, 1961. november 7.– ) Zádor Anna-díjas magyar művészettörténész, a Magyar Építészeti Múzeum és Műemlékvédelmi Dokumentációs Központ osztályvezetője, főmuzeológusa. Fő szakterülete a 19-20. század építészete.

## Életpályája
A budapesti Eötvös Loránd Tudományegyetemen diplomázott művészettörténet, történelem és lengyel szakon. 1987-től a Magyar Építészeti Múzeum munkatársa, e minőségében számos tanulmány, katalógus szerzője. Kurátorként, tudományos tanácsadóként számos építészeti és iparművészeti kiállítás, konferencia létrejöttében vállalt szerepet. Szerkesztőként is jelentős kiadványok kapcsolódnak a nevéhez, ezek közül kiemelkedik a magyarországi építészetet bemutató, 2001- 2004 között megjelent hatkötetes ismeretterjesztő sorozat, a Magyar Építészet.
2012-től több éven keresztül az önállóságát elveszítő múzeum egyetlen munkatársa volt, e minőségében több költözésen keresztül mentette a gyűjteményt. Közreműködött a Liget Budapest keretein a múzeum épületére kiírt tervpályázat megírásában és lebonyolításában. 2017-től a Magyar Művészeti Akadémia fenntartásában megalakított Magyar Építészeti Múzeum és Műemlékvédelmi Dokumentációs Központ Múzeumi Osztályának vezetője. 2019-ben a FUGA Budapesti Építészeti Központ aukcióján, amely Magyarország első építészetirajz- és makettárverése volt, a kikiáltott tételek felének megvásárlásával gyarapította a múzeum gyűjteményét. Tudományos kutatóként szerepet vállalt a Walter Rózsi-villa felújításának tervezésében, majd a 2022-ben megnyitott kiállítóhely első tárlatának kurátora volt. Ugyancsak közreműködött a 2021-ben, majd 2023-ban az Építészeti Múzeum új épületére kiírt tervpályázatok lebonyolításában.
A modern épületek védelmével foglalkozó DOCOMOMO magyar munkacsoportjának vezetője, a Magyar Iparművészet, illetve az Architektúra & Urbanizmus című folyóiratok szerkesztő bizottságának tagja, a Zádor Anna Alapítvány titkára.

## Jelentősebb publikációi
- Hadik András – Ritoók Pál: Thomas Antal (1889-1967) építész emlékkiállítása. Budapest,1988.

- Ritoók Pál: Székesfehérvár, Szent István tér. Tájak, korok, múzeumok kiskönyvtára, Veszprém, 1989.

- Ritoók Pál et al. (szerk.): Kismarty-Lechner Jenő (1878-1962), Kismarty-Lechner Loránd (1883-1963). Az OMF Magyar Építészeti Múzeuma és a BTM Kiscelli Múzeuma kiállításának katalógusa. Budapest, 1990-1991.

- Ritoók Pál et al. (szerk.): Tisztelgés Lajta Béla emlékének – A Parisiana újjáépítése. Az OMF Magyar Építészeti Múzeuma kiállításának katalógusa, Budapest, 1991.

- Ritoók Pál: Építészportrék 1946-1955 között. In: Prakfalvi Endre (szerk.): Építészet és tervezés Magyarországon 1945-1956. Budapest, 1992. 49-54. o.

- Ritoók Pál: The Architecture of the Knights Templars in England. In: Malcolm Barber (szerk.): The Military Orders: Fighting for the Faithand Caring for the Sick. Aldershot, Hampshire, 1994. 167-178. o.

- Ritoók Pál: A historizmus bérházai Budapesten. In: Műemlék lakóházak. Az Egri Nyári Egyetem előadásai 1994. június 21-28. H. n., é. n. [1995] 90-94. o.

- Ritoók Pál: Bevezetés Hauszmann Alajos önéletrajzához. In: Hajdú Virág és Prakfalvi Endre (szerk.): Lapis Angularis. Források a Magyar Építészeti Múzeum gyűjteményéből. OMvH Magyar Építészeti Múzeum. H. n. [Budapest], 1995. 11. o.

- Ritoók Pál: Budapest, városmajori plébániatemplom. Tájak, korok, múzeumok kiskönyvtára, Veszprém, 1997.

- Ritoók Pál (főszerk.): Magyar Építészet I-VI. Kossuth Kiadó, Budapest, 2001-2004.

- Cs. Plank Ibolya – Hajdú Virág – Ritoók Pál: Fény és forma – Light and Form. Modern építészet és fotó – Modern Architecture and Photography 1927-1950. Kulturális Örökségvédelmi Hivatal, 2003. Második kiadás: Vince Kiadó, 2010.

- Buda Attila – Ritoók Pál (szerk.): A fóti templom és a romantika építészete. Terv, Budapest, 2007.

- Csáki Tamás – Hidvégi Violetta – Ritoók Pál (szerk.): Budapest neoreneszánsz építészete : tanulmányok a 2008. november 18-án Budapest Főváros Levéltárában rendezett konferencia anyagából. Budapest Főváros Levéltára, Budapest, 2009.

- Prakfalvi Endre – Ritoók Pál: „Építésznő van néhány" – Építésznők a két világháború közötti Magyarországon, In: „És az oszlopok tetején liliomok formáltattak vala" – Tanulmányok Bibó István 70. születésnapjára, CentrArt, 2011. 297-302. o.

- Hidvégi Violetta – Ritoók Pál – Vasáros Zsolt (szerk.): A modern reneszánsz derült idomai: válogatás Ybl Miklós (1814-1891) épületeiből. Narmer Építészeti Stúdió, Budapest, 2014.

- Ritoók Pál (szerk.): Csodálatos castello: az ozorai vár története. Forster Központ, Budapest, 2015.

## Jelentősebb kiállításai
- Thomas Antal (1889–1967) építész emlékkiállítása. Az OMF Magyar Építészeti Múzeumának kiállítása, Budapest, 1988. A katalógust szerkesztette és a kiállítást rendezte Hadik András és Ritoók Pál.

- Kismarty-Lechner Loránd (1883–1963), Kismarty-Lechner Jenő (1878–1962). Az OMF Magyar Építészeti Múzeumának és a BTM Kiscelli Múzeumának kiállítása, Budapest, 1990–1991. A katalógust szerkesztette és a kiállítást rendezte: Hadik András, Pusztai László, Ritoók Pál.

- Építészet és tervezés Magyarországon 1945-1956. Az OMV Magyar Építészeti Múzeumának kiállítása, Budapest, 1992. A kiállítást rendezte: Prakfalvi Endre, Ritoók Pál és Hadik András.

- A soproni színház, 1838, 1909, 1963, 1992. Az OMvH Magyar Építészeti Múzeumának kiállítása, Budapest, 1993. A kiállítást rendezte: Dávid Ferenc, Hadik András, Ritoók Pál.

- Josef Hoffmann művészete: Walter Zednicek bécsi fotóművész kiállítása. Az OMvH Magyar Építészeti Múzeumának kiállítása, Budapest, 1993. A kiállítást rendezte Walter Zednicek, Hadik András, Ritoók Pál, a katalógust szerkesztette Hadik András.

- Keletre magyar! Medgyaszay István 1932-es indiai útja során készített fotóinak kiállítása. Budapest, 1997. A kiállítást rendezte Hadik András és Ritoók Pál.

- Pavilon építészet – Kiállítás a Magyar Építészeti Múzeum anyagából. Országos Műemlékvédelmi Hivatal, Budapest, 2001. Kurátorok: Prakfalvi Endre, Fehérvári Zoltán, Hajdú Virág, Pusztai László, Ritoók Pál.

- Fény és forma. Modern építészet és fotó 1927-1950. A Kulturális Örökségvédelmi Hivatal Fényképtára és a Magyar Építészeti Múzeum kiállítása, amely 2003-2008 között vándorkiállításként bemutatkozott Budapesten, Helsinkiben, Rotterdamban, Bécsben, Dessauban, Wroclawban, Győrben és Pécsett. Kurátorok: Cs. Plank Ibolya – Hajdú Virág – Ritoók Pál.[4]

- Breuer újra itthon. Iparművészeti Múzeum, Budapest, 2016-2017. Kurátorok: Horányi Éva, Dévényi Tamás, Ritoók Pál; társkurátorok: Baldavári Eszter és Sebestyén Ágnes Anna.[5]

- Színtér és lakótér – Modern lakóházak Magyarországon 1928–1945. A MÉM MDK kiállítása, Walter Rózsi-villa, Budapest, 2022. május 18. – 2024. március 17. Vezető kurátor: Ritoók Pál, kurátorok: Magyaróvári Fanni Izabella, Sebestyén Ágnes Anna.[6][7]

- Horvát – magyar építészeti kapcsolatok: a szakmai tudásmegosztás csatornái, 1900–1945. A MÉM MDK és a zágrábi Institut za povijest umjetnosti (Művészettörténeti Intézet, röviden IPU) tárlata, Budapest, 2023-2024. Kurátorok: Ferkai András, dr. Tamara Bjažić Klarin, Ritoók Pál.[8]

- Kaesz otthonok 1925-1960 – Egy művészházaspár otthonai. A MÉM MDK kiállítása, Walter Rózsi-villa, Budapest, 2024. május 15-től. Vezető kurátor: Horányi Éva, társkurátorok: Magyaróvári Fanni Izabella, Sebestyén Ágnes, Ritoók Pál.[9]